# Вилем I из Ландштейна
Вилем I из Ландштейна (чеш. Vilém I. z Landštejna; около 1296 — 1356) — средневековый чешско-моравский государственный деятель из рода Ландштейнов, один из влиятельнейших феодалов времён правления короля Яна Люксембургского, моравский земский гетман в 1345—1351 годах, высочайший бургграф Чешского королевства в 1351—1356 годах.
Вилем I родился в семье Витека I из Ландштейна, первого из «панов серебряной розы», взявшего фамилию «из Ландштейна». Имя его матери неизвестно. Первое упоминание о Вилеме из Ландштейна в исторических документах относится к 1315 году. После смерти отца около 1312 года Вилем унаследовал панства Тршебонь и Ландштейн, в дальнейшем присоединив к ним панства Свини, Нове-Гради, Нова-Бистршице, Ломнице и другие, став одним из крупнейших феодалов Южной Чехии.